# Аргвета
Аргвета (груз. არგვეთა) — село в Грузії.
За даними перепису населення 2014 року в селі проживає 1329 осіб.